# Нож у леђа
Нож у леђа (енгл. Knives Out) америчка је филмска мистерија из 2019. године у режији и по сценарију Рајана Џонсона. Прати детектива који истражује смрт патријарха богате, нефункционалне породице. Ансамблску поделу улога чине: Данијел Крејг, Крис Еванс, Ана де Армас, Џејми Ли Кертис, Мајкл Шенон, Дон Џонсон, Тони Колет, Лакит Стенфилд, Кетрин Лангфорд, Џејден Мартел и Кристофер Пламер.
Џонсон је 2005. године смислио основни концепт за филм Нож у леђа, а 2012. одлучио је да га произведе након завршетка снимања филма Убица из будућности. Међутим, због свог рада на филму Ратови звезда: Последњи џедаји, све до 2017. године није имао времена да напише сценарио. Филм је најављен годину дана касније, а продат је дистрибутерима током Филмског фестивала у Торонту. Снимање је завршено за три месеца, а одвијало се између октобра и децембра 2018. године.
Премијерно је приказан 7. септембра 2019. године на Филмском фестивалу у Торонту, док је 27. новембра пуштен у биоскопе у САД, односно 28. новембра у Србији. Добио је позитивне рецензије критичара, посебно због свог сценарија, режије и глумачке поставе. Зарадио је 311,4 милиона долара широм света, у односу на буџет од 40 милиона долара. На 77. додели награда Златни глобус добио је три номинације у категорији мјузикла или комедије, док је такође био номинован за најбољи оригинални сценарио на 73. додели награда Британске академије и 92. додели Оскара. Амерички филмски институт и Национални одбор за рецензију филмова изабрали су га за једног од десет најбољих филмова 2019. године.
У марту 2021. године Netflix је пристао да плати преко 450 милиона долара за права на два наставка. Први наставак, Нож у леђа: Стаклени лук, премијерно је приказан 10. септембра 2022. године.

## Радња
Породица Харлана Тромбија, богатог романописца мистерија, присуствује његовој прослави 85. рођендана у његовој вили у Масачусетсу. Следећег јутра, Харланова кућна помоћница Фран проналази га мртвог. Полиција верује да је Харланова смрт уследила самоубиством, али приватни детектив Беноа Блан анонимно је плаћен за истрагу.
Блан сазнаје да су Харланови односи са члановима породице били затегнути: на дан смрти, Харлан је запретио да ће разоткрити свог зета Ричарда због његове преваре супруге, Харланове ћерке Линде; укинуо је новчани додатак снаји Џоуни због крађе; отпустио сина Волта из своје издавачке куће; и посвађао се са унуком Рансомом.
Након забаве, Харланова медицинска сестра Марта Кабрера помешала му је лекове и очигледно га предозирала морфијумом; није могла да пронађе противотров, остављајући Харлану неколико минута да живи. Желећи да спаси Мартину породицу од полиције (њена мајка је имигрант без докумената), Харлан јој је дао упутства да створи лажни алиби, а затим је пререзао сопствено грло. Харланова остарела мајка видела је Марту како извршава његова упутства, али је помислила да видела Рансома.
Марта не може да лаже без повраћања, па даје истините, али непотпуне одговоре током испитивања. Пристаје да помогне у Блановој истрази и прикрива доказе о својим поступцима док претражују имање. Након читања Харлановог тестамента, на запрепашћење свих, Марта је једина наследница. Рансом јој помаже да побегне од гнева породице, али манипулише њоме да му призна истину, те јој нуди своју помоћ у замену за део наследства. Остали чланови породице покушавају да је наговоре да се одрекне наследства; Волт прети да ће разоткрити нелегалну имиграцију њене мајке. Марта добија анонимну поруку о уцени са делимичном фотокопијом Харлановог извештаја о токсикологији. Она и Рансом одлазе до ординације, али зграда је изгорела. Марта добија анонимни имејл са предлогом за састанак са уцењивачем. Блан и полиција примећују Марту и Рансома, а након кратке јурњаве аутомобилом Рансом је ухапшен. Блан објашњава да је Харланова мајка видела Рансома како се спушта из Харланове собе исте ноћи када је он умро.
Марта одлази на састанак и проналази Фран дрогирану. Она оклева, али затим изврши реанимацију и позове хитну помоћ. Марта призна истину Блану, иако је Рансом то већ учинио, те одлучује да саопшти породици да је изазвала Харланову смрт. У кући проналази копију целокупног извештаја о токсикологији скривену у Франином складишту конопље; Блан га чита, откривајући да не показује морфин у Харлановом систему, те прекида Марту пре него је могла да се исповеди породици. Открива своје одбитке: након што је Рансом открио да Харлан све преписује Марти, заменио је садржај бочица са лековима и украо противотров како би Марта случајно убила Харлана и тако постала неподобна за полагање права на наследство. Али Марта је Харлану заправо дала исправне лекове, подсвесно их препознајући по вискозности, помисливши да га је отровала након што је прочитала етикету. Када је смрт пријављена као самоубиство, Рансом је анонимно унајмио Блана да разоткрије Марту. Фран је видела Рансома како долази на место злочина и послала му поруку о уцени. Након што је Рансом схватио да Марта није одговорна за Харланову смрт, мислећи да јесте, проследио је поруку Марти и спалио канцеларију лекара како би уништио доказе. Предозирао је Фран морфином, намеравајући да Марту ухвате са Франиним лешом.
Марта превари Рансома да призна лажући да је Фран преживела и да ће све признати; она потом повраћа на њега откривајући лаж. Разјарен, Рансом нападне Марту ножем из Харланове колекције, који се испоставља да је сценски. Снимивши Рансомово признање за Франино убиство и покушаја убиства Марте, полиција хапси Рансома. Блан открива Марти да је одавно схватио да је она одиграла кључну улогу у Харлановој смрти, приметивши малу мрљу крви на њеној ципели. Линда проналази Харланову белешку која открива прељубу њеног мужа. Док Рансом одлази у притвор, Марта са балкона посматра своје имање које је наследила.

## Улоге
| Глумац             | Улога               |
| ------------------ | ------------------- |
| Данијел Крејг      | Беноа Блан          |
| Крис Еванс         | Хју Рансом Дриздејл |
| Ана де Армас       | Марта Кабрера       |
| Џејми Ли Кертис    | Линда Драјсдејл     |
| Мајкл Шенон        | Волт Тромби         |
| Дон Џонсон         | Ричард Драјсдејл    |
| Тони Колет         | Џони Тромби         |
| Лакит Стенфилд     | Елиот               |
| Кетрин Лангфорд    | Мег Тромби          |
| Џејден Мартел      | Џејкоб Тромби       |
| Кристофер Пламер   | Харлан Тромби       |
| Рики Линдхоум      | Дона Тромби         |
| Еди Патерсон       | Фран                |
| Френк Оз           | Алан Стивенс        |
| Кеј Калан          | Ванета Тромби       |
| Ноа Сејган         | полицајац Вагнер    |
| М. Емет Волш       | господин Пруфрок    |
| Марлин Форте       | госпођа Кабрера     |
| Ширли Родригез     | Алис Кабрера        |
| Кери Франсес       | Сали                |
| Џозеф Гордон Левит | детектив Хардрок    |

## Наставци
Пре приказивања филма Нож у леђа, Џонсон је изјавио да би желео да произведе наставке са Беноом Бланом који истражује друге мистерије, као и да већ има идеју за нови филм. У јануару 2020. потврдио да пише сценарио за наставак, који се усредсређује на Блана који истражује нову мистерију. Било је очекивано се да ће Крејг поновити своју улогу, а он је потом и исказао интересовање за пројекат. Дана 6. фебруара 2020. Lionsgate је најавио да је наставак одобрен.
Дана 31. марта 2021. објављено је да је Netflix откупио права на два наставка филма Нож у леђа за преко 400 милиона долара. Снимање је почело 28. јуна 2021. године у Грчкој. Упркос претходној најави да је Lionsgate одобрио наставак, извештаји показују да су Џонсон и Бергман задржали права на наставак, која су продавали другим дистрибутерима. Наставак је приказан 23. децембра 2022. године.